# I bostadsfrågan
I bostadsfrågan (det tyska originalets titel: Zur Wohnungsfrage) är en bok skriven av den tyske filosofen Friedrich Engels år 1872. Engels bidrar i boken till debatten angående tysklands arbetares brist på bostäder, till följd av en snabba ökningen av proletariatets storlek skapades nämligen en bostadsbrist. Engels menade att borgarklassens lösning på bostadsfrågan inte hanterar grundvalen i vilken problematiken uppkommit, utan att så länge det kapitalistiska produktionssättet består, är det en dårskap att separat vilja lösa bostadsfrågan eller någon som helst samhällelig fråga som rör arbetarnas öde.  Boken har blivit översatt till ett stort antal språk, bland annat i en svensk översättning, översatt av Gun Sjödin